# Ernesto Valverde
Ernesto Valverde, (Viandar de la Vera, 9. veljače 1964.), španjolski je nogometni trener.

## Trenerska karijera
Valverde je trenersku karijeru započeo u Athletic Bilbaou kao pomoćnik, a kasnije trenirao RCD Espanyol u sezoni 2006./07. Poslije toga postaje trener Athletic Bilbaoa, a zatim 2009. godine postaje trener Villarreala, kada je Manuel Pellegrini postao trener Real Madrida.